# Vetenskapsakademiens Nobelkommitté för kemi

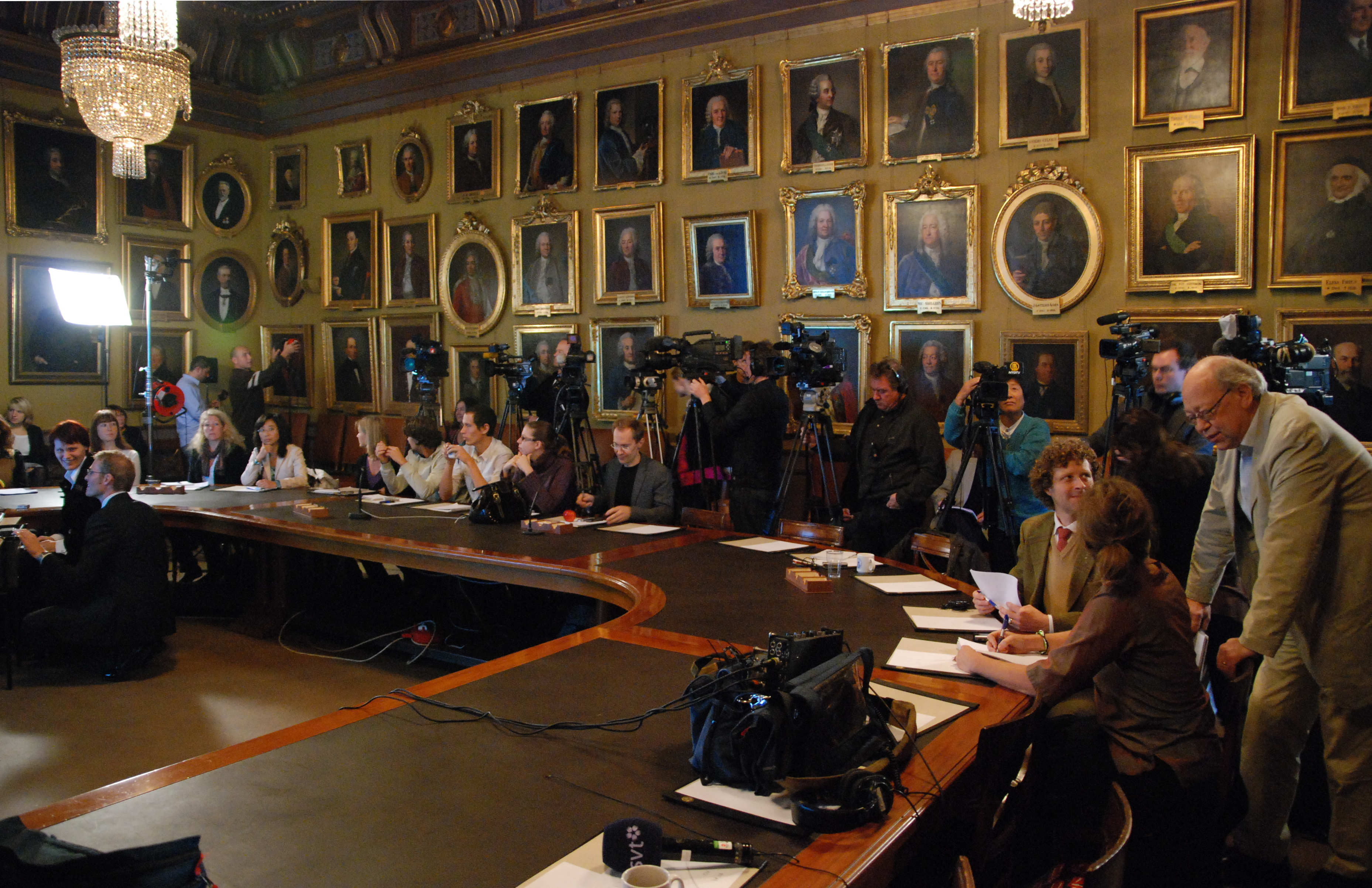
Presskonferens: Nobelpriset i kemi 2008, Kungliga Vetenskapsakademien

Nobelkommittén för kemi är den nobelkommitté som sköter urval av pristagare till Nobelpriset i kemi. Nobelkommittén för kemi utses av Kungliga Vetenskapsakademien. Den består vanligen av svenska kemiprofessorer som är ledamöter av Vetenskapsakademien, även om akademien i princip kan utse vem som helst som ledamot av kommittén. Kommittén är dock enbart ett beredande organ; det slutliga beslutet om vem som ska få Nobelpriset i kemi fattas av hela Vetenskapsakademien på förslag av Nobelkommittén för kemi, efter att först ha diskuterats i akademiens klass för kemi.

## Nuvarande ledamöter
Nuvarande (2024) ledamöter av Nobelkommittén för kemi är:
- Heiner Linke, invald 2016 (även ordförande)
- Peter Brzezinski, invald 2015 (även sekreterare)
- Olof Ramström, invald 2014 (adjungerad ledamot)
- Johan Åqvist, invald 2015
- Peter Somfai, invald 2017
- Xiaodong Zou, invald 2020
- Pernilla Wittung Stafshede, invald 2020 (adjungerad ledamot)
- Andrei Chabes

## Sekreterare
Sekreteraren deltar vid kommitténs möten men har ingen rösträtt om denne inte är ledamot av kommittén. Sekreteraren var fram till 1973 gemensam för Vetenskapsakademiens båda Nobelkommittéer. 
- Arne Westgren, 1926–?
- Arne Ölander, 1943–1965
- Arne Magnéli, 1966–1986
- Peder Kierkegaard, 1987–1995
- Astrid Gräslund, 1996–2014, även ledamot 2010–?
- Gunnar von Heijne, 2015–2020, även ledamot 2001–2009 (ordförande 2007–2009)
- Peter Brzezinski, 2021-

## Tidigare ledamöter
- Oskar Widman, 1900–1928
- Per Teodor Cleve, 1900–1905
- Otto Pettersson, 1900–1912
- Johan Peter Klason, 1900–1925
- Henrik Söderbaum, 1900–1933 (ordförande 1927-1933)
- Olof Hammarsten, 1905–1926
- Åke Gerhard Ekstrand, 1913–1924
- The Svedberg, 1925–1964 (ordförande 1940-1943)
- Wilhelm Palmær, 1926–1942 (ordförande 1934-1939)
- Ludvig Ramberg, 1927–1940
- Hans von Euler-Chelpin, 1929–1946
- Bror Holmberg, 1934–1953
- Arne Westgren, 1942–1964 (ordförande 1944-1964)
- Arne Fredga, 1944–1975 (ordförande 1972-1975)
- Arne Tiselius, 1947–1971 (ordförande 1965-1971)
- Karl Myrbäck, 1954–1975
- Gunnar Hägg, 1965–1976 (ordförande 1976)
- Arne Ölander, 1965–1974
- Einar Stenhagen, 1972–1973
- Bo G. Malmström, 1973–1988 (ordförande 1977-1988)
- Göran Bergson, 1974–1984
- Stig Claesson, 1975–1983
- Bengt Lindberg, 1976–?
- Lars Ernster, 1977–1988
- Sture Forsén, 1983–1995
- Ingvar Lindqvist, 1986–?  (adjung. 1985)
- Björn Roos, 1988–2000 (adjung. 1986-1987)
- Salo Gronowitz, 1988–? (adjung. 1986-1987, ordförande 1991-)
- Bertil Andersson, 1989–1997
- Carl-Ivar Brändén, 1990–2000
- Lennart Eberson, 1995–? (adjung. -1994, ordförande 1997-)
- Ingmar Grenthe, 1999–? (adjung. -1995)
- Torvard C. Laurent, 1996–1998 (adjung. 1992-1995)
- Bengt Nordén, 1998–?
- Gunnar von Heijne, 2001–2009 (ordförande 2007-2009)
- Håkan Wennerström, 2001–2009
- Lars Thelander, 2006–2011 (ordförande 2010-2011)
- Måns Ehrenberg, 2008–2014
- Astrid Gräslund, 2010– (sekreterare 1996–2014)
- Claes Gustafsson, invald 2010
- Gunnar Karlström, 2011–